# Warner Bros. Studios (Leavesden)

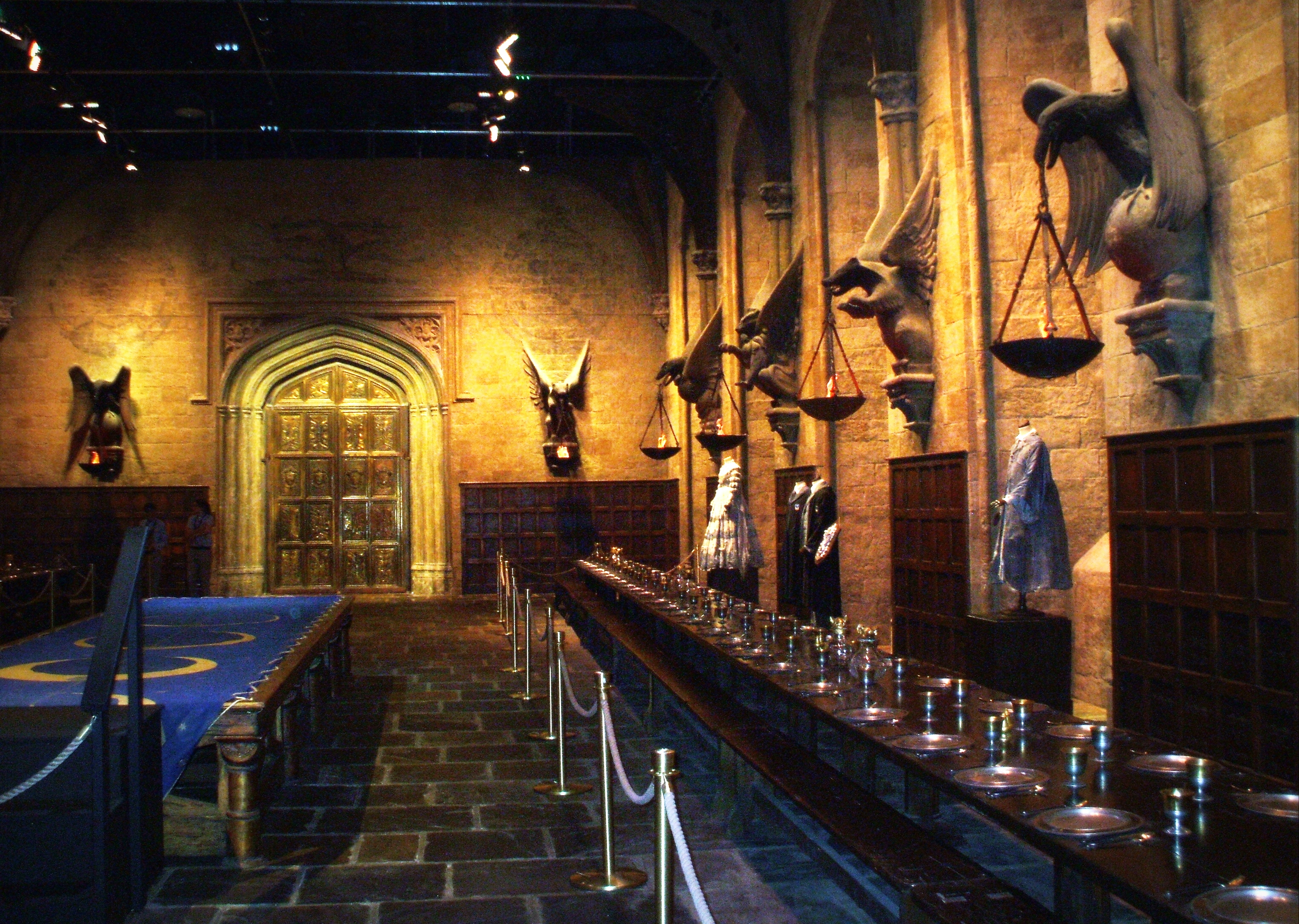
Set cinematografico della Sala Grande, Hogwarts

Leavesden Film Studios è un complesso cinematografico sito a nord-ovest di Londra, costruito sopra le macerie dell'ex stabilimento Rolls-Royce Limited, utilizzato per la produzione di velivoli durante la seconda guerra mondiale.
Lo studio si trova a 29 chilometri da Londra, in concomitanza tra la zona Ovest di Hertfordshire e il Nord di Watford.

## Caratteristiche
Lo studio Leavesden è uno dei pochi impianti cinematografici presenti nel Regno Unito capaci di supportare una grande produzione. Lo spazio totale dell'area risulta essere di circa 50000 m², edificato da uffici di produzione, stage per riprese, sonoro ed effetti speciali, con oltre 80 acri di area backlot e oltre 180 da utilizzare per le riprese in esterni.
Nel 2010 Warner Bros. annuncia di voler acquistare lo studio come permanente base cinematografica europea, e l'acquisto avviene nel 2012. Nel luglio 2014 la Warner annuncia l'ingrandimento della superficie degli studios.

## Produzioni
Il primo film girato negli studi è stato GoldenEye (1995), uno dei pochi capitoli della serie James Bond a non essere stato girato presso i Pinewood Studios. La serie cinematografica di Harry Potter è stata parzialmente girata all'interno degli studi. Dopo la fine della serie cinematografica, è stato aperto il Warner Bros. Studio Tour London - The Making of Harry Potter, un percorso guidato con set e oggetti di scena.